# Popularna muzika u Japanu
Muzika u Japanu je raznovrsna i postoji mnogo različitih žanrova muzike da je nemoguće pričati o svima. Reč za muziku u japanskom je 音楽 (ongaku), kombinuje kanđije za 音 „on” (zvuk) i kanđi 楽 „gaku” (muzika). Japansko tržište je drugo u svetu, čije se vrednost procenjuje na 4,422 miliona dolara u 2012.godini i većinom tržišta dominiraju japanski umetnici sa 45 od top 50 najbolje prodanim albuma i sa 49 od 50 najbolje prodanih albuma u 2013. godini. Tržištem dominiraju uglavnom umetnici iz Japana, popularne pesme se često pojavljuju u karoake klubovima. Neki od najpopularnijih žanrova su J-pop, J-rok, Visual rok, J-synth, Ska, Punk.

## J-pop
Pop muzika u Japanu počela je da se razvija osamdesetih godina, i zamenjuje do tada dominantnu bledu kopiju američke pop muzike. J-pop u širem smislu, obuhvata i rege,rok i folk muziku. U užem smislu deli se na podgrupe tehnopop, para-para , džez , hip-hop, elektro i haus. 
Početak moderne muzike bio je između 1912. I 1926., u razdoblju Taišo, kada se Japan upoznao sa instrumentima zapada i džez muzikom. Do 1960. razvijaju se žanrovi kajokjaku, što je bukvalno označavalo muziku sa elementima zapada, i enka, tradicionalni stil pevanja koji se polako približavao roku. 
Kajokjaku izvođači su u početku prevodili američke hitove na japanski i nakon manjih ili većih izmena, prepevali ih. Tekstovi su zbog razlike u jezicima sve više odstupali od originala, i kompozitori su najzad počeli da stvaraju svoja originalna dela. Od 1980. postaje popularna ideja ženskih idola, i izdavačke kuće traže solo izvođače ili sastavljaju grupu pevačica. Stil koji se tražio je prirodna lepota, šarm „devojke iz komšiluka” . Tekstovi su bili jednostavni i bez nekog posebnog značenja, skoncentrisani na mladu ljubav ili prijateljstvo, a celokupan žanr imao je slatkast zvuk uz koji se lako igralo. 
Od 1990., izvođači se okreću ka ozbiljnijim i tmurnijim temama, i seksipilnijim nastupima i spotovima. Istih godina japanska muzička scena postaje druga po veličini i uticaju. Nove pop pesme pojavljivale bi se u reklamama, serijama i anime gotovo svake nedelje. Nestaje ograničavanje žena na pop a muškaraca na rok muziku, i nastaju boy bendovi, po uzoru na prethodne ženske grupe. Njihovi počeci su bili slični, ali slatke i nevine dečake ubrzo zamenjuje stil zgodnih, ozbiljnih muškaraca. U nastupe uvodi se i ples, sačinjen od lakih koraka koji se ponavljaju i brzo uče. Kasnije se razvija podžanr Para-para, koji se više skoncentriše na spomenute plesove nego na muziku. 
Sve više i više mladih priželjkivalo je da uplovi u muzičke vode, tako nastaje Hello!Project, kompanija sa idejom da probije nove ženske grupe, koje su bile znatno brojnije od njihovih prethodnika, zbog čega se često dešavala promena članova (maturiranje) koji bi tad ili nestali ili nastavili solo karijeru. Putem ovoj projekta, grupa ovog tipa Morning Musume je zavladala muzičkom scenom. 
Tek u 21. Veku postaju popularni RnB i Hip Hop žanrovi. Najpopularniji solo izvođač J-popa, Namie Amuro se isto okrenula ovom zvuku, a nova velika imena su se pojavila kao na primer Kumi Koda. 
2005., došlo je do prekretnice u J-popu. Naime, do ove godine, grupama je znatno opala popularnost i dominirali su pretežno solo izvođači. Međutim, Jasuši Akimoto odlučio je da se oproba u projektu sličnom Hello!Project-u. Gotovo odmah nakon audicija 2005. godine, novonastala grupa AKB48 dostigla je neverovatnu popularnost, i sve do danas se vode kao kraljice J-pop scene. Po uzoru na do sada najbrojniju žensku grupu, nastaju slične grupe istog tipa u raznim regijama i gradovima u Japanu, pa čak i van države, koje su u prijateljskim odnosima sa AKB48, i često sarađuju. 
Korejska pevačica BoA je takođe doživela neverovatan uspeh u Japanu, nakon čega su brojni korejski izvođači pokušali da se probiju u ovoj državi. Njihov uspeh je varirao od grupe do grupe, izvođača do izvođača, ali uticaj korejskog popa je postao ogroman i generalno dobro prihvaćen.

## J-rok
Japanska rok muzika ili skraćeno J-rok je bogata oblast muzike, ali zbog nerazmevanja reči nije baš populran u svetu. J-rok predstavlja zvuk sličan alternativnom roku na zapadu. Nastala je kao imitacija zapadnih rok muzičara kao što su Bitlsi, Bob Dilan i Rolingstonsi. Džon Lenon i Bitlsi su bili najpopularniji muzičari sa zapada u Japanu. Group sounds je žanr japanskog roka koji je postao popularan sredinom 1960-tih godina. Nakon proboja ovog žanra, pojavilo se nekoliko tekstopisaca, Nobuyasu Okabayashi je postao prvi poznati tekstopisac.Wataru Takada, inspirisan Vudi Gutri, je isto postao popularan. Takada je koristio japansku poeziju kao tesktove, dok je Kazuki Tomokawa koristio poeme Chuya Nakahare. The Tigers je bio najpopularniji bend „Group Sound” u toj eri.
Za vreme 1960-tih, Japanci su pravili psihodelik rok, gde su eksperimentisali sa spejs rokom i drugim obilcima muzike. Psihodelik rok je u Japan došao preko bendova ako što su Jacks The Jacks. Može se reći da je spejs rok u Japanu počeo sa bendom Hadaka no Rallizes. Iako ovaj žanr nije slušan već dve decenije, Japan je ostao izvor spejs rok bendova. 
1970-tih, nekoliko japanskih umetnika eksperimentiše sa elektronskim rokom. Najpoznatiji je bio Isao Tomita, čiji je album „Electric Samurai: Switched on Rock” imao električni sintisajzer. U isto vreme se razvio progresivni rok koji je izašao iz Japana sa bednom After Dinner, verovatno najboljim potomcima Art Bears, i YBO2 naslednicima King Crimson.
Do 1990-tih rok je cvetao. Mnogi bendovi su oformljeni i mada više nisu postojali, mladi muzičari su ih koristili kao inspiraciju. U 1980-im je nastao interesantan stil Visual Kei. To se najbolje vidi u bendovima kao što su X Japan, Malice Mizer, The Gazette i dr. U kasnim 1990-im, J-rok se razvio u mnogim oblicima. Neki od njih je anime ili japanska animacija. Mnoge animacije imaju J-rok intro koji daju ton i pomažu da se malo bolje prikaže priča. Nekad se pesma možda pravi specijalno za anime. Anime kao što su FLCL, Naruto, Bleach, Soul Eater, Blue Exorcist se drže isključivo J-roka. Neki od bendova koji su pravili intro za anime su Asian Kung Fu Generation, UverWorld, High and Mighty Color i dr.
Japanski boy bendovi
U Japanu postoje i uvek će biti mnogi boy bendovi. Trenutno najpopularniji jeste One OK Rock!, koji je oformljen 2005 i u početku je imao pet članova, ali zbog problema spao na današnja četiri. Njihove pesme se koriste za anime, filmove i sl.
Ženski japanski bendovi
Za japanski rok, ženski bendovi nisu baš česti. Danas postoji par bendova, jer ženske grupe često idu u pop indrustriju. SCANDAL je jedan od najpoznatijih ženskih bendova. Počele su u srednjoj školi i vrlo brzo su potpisale ugovor za izdavačku kuću.

## Visual rok
Visual kei (ヴィジュアル系; Bidjuaru kei; Srpski: Vižual kej) je japanski muzički pokret koji je popularan od 80ih godina. Izvođači su često našminkani, sa neobičnim frizurama i kostimima, koje nekad kombinuju sa androgenim modnim detaljima a ponekad za inspiraciju uzimaju japanske crtane filmove. Mnogi izvori tvrde da se da se Visual kei odnosi na ceo žanr muzike ili na podžanr japanske popularne muzike. Drugi, međutim, tvrde da je on subkulturni pokret, definisan unikatnom modom, estetikom, i muzikom koja se povezuje sa njim.
Visual kei nema specifični muzički žanr, ali ceo pokret se generalno povezuje sa nekoliko stilova muzike, i uključuje ali se ne ograničava na rok, pop, električnu muziku, neoklasiku, industrijski i hevi metal.
Tipičan visual kei zvuk je najčešće zasnovan na hard roku i hevi metalu, ima glasne i distorzirane gitare, energične vokale i bubnjeve i melodičan ritam. Gitaristi često upotrebljavaju melodične rifove i palm muting tehniku, i solo je prilično čest. Pevači često imaju srednje do visok vokalni opseg. Neki koriste distorzirane ili kompjuterski izmenjene vokale. Vrištanje u ovom žanru je veoma često i varira od tihih, dahtavih vokala do neljudskih vriskova. Bubnjari često upotrebljavaju brz ritam. Bas gitare su tihe, nekad nečujne, ali su podjednako važne kao vodeće gitare. 
Visual kei izvođači su lako prepoznatljivi zahvaljujući njihovom karakterističnom izgledu koji se sastoji od čupave ili zašiljene frizure nalik na anime frizure, darkerske ili pank inspirisane odeće, šminke i modnih detalja koji zajedno formiraju karakterističan visual kei izgled. Veliki značaj se pridaje umetničkoj slobodi, šok efektu i metroseksualnoj estetici. Ovo je uniseks stil i kao takav zahteva da mnogi izvođači biraju androgeni izgled koji pridodaje šok efektu i interesovanju fanova. Muški izvođači često imaju vitke figure koje ovaj izgled zahteva i nije retko da se muski izvođači obuku delimično ili u potpunosti kao žensko. Na drugom kraju spektra visual kei bendovi kao sto su The Gazette biraju malo agresivniji izgled koji karakteriše sado-mazo inspirisana odeća, zašiljena kosa, bleda ili neutralna sminka sa više pank ili metal izgledom.
Od svog začetka popularnost visual kei-a je bila poprilično visoka u Japanu. Najviše pažnje privlače bendovi kao što su X Japan , Color i Seikima-II. 90ih godina , zahvaljujući ovim bendovima, popularnost visual kei muzike naglo počinje da raste. Do 1997 popularnost počinje da opada nakon što je X Japan odlučio da se raziđe. Početkom i sredinom 2000ih godina dolazi do drugog talasa novih izvođača i popularnos ponovo raste. U zadnjih nekoliko godina visual kei doživljava globalizaciju i širi se i van Japana.

## Ska
Japanski ska ( スカ - suka ) je ska muzika osmišljena u Japanu od strane japanskih umetnika sa stihovima na japanskom ili engleskom jeziku. Ona je, zajedno sa svojim dvojnicima u drugim delovima sveta, deo onoga što je nazvano „treći talas ska muzike koji kombinuje tradicionalni jamajčanski klubski zvuk sa metalom, punkom, folk, funk i / ili narodnjacima”. 
Formirana je u 1980 i uživa međunarodni uspeh ( uključujući opsežne turneje u Sjedinjenim Državama i Evropi ), grupa Tokyo Ska Paradise Orchestra je verovatno originalni i najpoznatiji japanski ska ansambl.
Prema jednom muzičkom kritičaru, japanska ska „muzika se prevodi dobro, jer su u potpunosti prihvatili zapadni rogato zasnovan ska idiom”. Iz tradicionalnog ska na ska-punk, Japan ima naprednu scenu koja je spremna da napadne Ameriku.
Iako je daleko manje popularna od J- popa, J - roka ili elektronike, ska muzika ima definitivno prisustvo u Japanu. Izlazeći pre oko deset godina sa preteča bendova Ska - Flames i Tokyo Ska Paradise Orchestra, japanska ska scena videla je ogroman popularni talas u 1997 (odražavajući nalet popularnosti u SAD), koji je ubrzo odumro. Mnogi japanski ska bendovi i dalje opstaju uprkos nedostatku podrške publike. U Japanu, i japanski i tradicionalni jamajčanski ska su popularni. 
Dok neki izvori izdvajaju japansku ska iz japanske pop muzike, drugi izvori ih stavljaju u isti koš. Iako je ova klasifikacija u suprotnosti sa činjenicom da su ska i pank muzika retko, ako ikad , klasifikovane kao pop muzika u većem delu sveta, to je kongruentno sa praksom uzimanja u obzir da japanski pop obuhvata i druge žanrove koji se često gledaju kao odvojeni od pop muzike u Sjedinjenim Državama i Evropi, među njima rock, urbana i elektronska dens muzika. 
Razmatranje japanske ska muzike kao pod - žanr japanskog popa može biti posledica, bar delimično, bendova koju su mešali ska sa definitivnim pop zvukom. Ponekad, ovo mešanje žanra javlja se u okviru jedne pesme. Na primer, Snail Ramp („tipičan ska pank” bend iz Tokija ) ima pesmu pod nazivom „Hotaru no Hikari” u saradnji sa Air - alternativnim rok pevačem. Većim delom, to je ska pank verzija "Auld Lang Syne" sa japanskim tekstom . Delovi pesme, međutim, skreću sa ove muzičke forme i umesto toga imaju zvuk sličan boy band muzici.
Prema šemi korišćenja u Tower Records u Tokiju, sva japanska ska muzika je klasifikovana kao hardcore, čak da sa ležernim zvukom koja najbolje ilustruje ranu jamajčansku ska muziku iz ranih 1960-ih.

## Punk
Japanski hardkor je hardkor punk scena u Japanu, koja je nastala u znak protesta zbog socijalne i ekonomske promene su zahvatile zemlju 1980. godine. Bend SS se smatra prvim, formiran u 1977. Bendovi kao što su The Stalin i GISM ubrzo zatim su formirana 1980. Povremeno, japanski hardcore muzičari uključuju elemente crossovera thrash, thrash metala, anarho-punka, horor punka, D- beat i grindcore u svojim pesmama .
Neki od najpoznatijih bendova punk muzike su: SS, Anti Feminism, GISM, Gauze, SOB, The Stalin i The Star Club.

## Vokaloid
Vokaloid muzika je nova vrsta muzike koja je zapoceta 2004. godine kada je nastao sam VOCALOID program. VOCALOID je pevajuci sintisajzerski program koji je napravila Yamaha korporacija.
VOCALOID je započet iz jednostavnog koncepta sinteziranja ljudskih vokala u pesmama. Od samog početka ovo nije bio lak zadatak za programere iza softvera, ali od tog početka VOCALOID je izrastao u svetski fenomen, izdavajuci nove muzičare, albume, figurice, pa čak i koncerte. Postoji mnogo različitih Vokaloida, kao što su Hacune Miku, Megurine Luka, Kagamine Rin i Len, Kaito i Meiko.

## Tematska
Tematska muzika koja se komponuje za filmove, anime, Tokusatsu i japanske televizijske drame se smatra zasebnim muzičkim žanrom. Nekoliko istaknutih muzičkih umetnika i grupa su proveli najveći deo svojih muzičkih karijera izvođenjem tematskih pesmama i komponovanjem muzičke pozadine za vizuelne medije. 
Među takve umetnike ubrajaju se: Masato Shimon ( sadašnji nosilac svetskog rekorda za najuspešniji singl u Japanu za "Oyoge! Taiyaki - kun"), Ichirou Mizuki, svi članovi JAM projekta, Akira Kushida, Isao Sasaki i Mitsuko Horie. 
Među značajne kompozitore japanske tematske muzike uključuju se: Joe Hisaishi, Michiru Oshima, Yoko Kanno, Toshihiko Sahashi, Yuki Kajiura, Kōtarō Nakagawa and Yuuki Hayashi.

## Literatura
- (februar 2009). „Japanese Grindcore”. Terrorizer. 180: 52—53.